# Alberto da Prezzate
Alberto da Prezzate, in alcuni documenti citato come Alberto Prezzati, conosciuto anche come Alberto da Pontida (Prezzate, 1025 – Pontida, 2 settembre 1095), è stato un religioso italiano, venerato come santo dalla Chiesa cattolica.
Alberto da Prezzate, che indosserà l'abito monacale e sarà canonizzato, si distinse come uno dei più ferventi difensori e diffusori in Lombardia della riforma cluniacense, rimanendo, tuttavia, politicamente vicino all'imperatore. L'importanza politica di Alberto e la sua vicinanza con l'ambiente imperiale sono provate dall'essere stato, in diversi placiti, al fianco degli imperatori Enrico III ed Enrico IV, in linea col clima politico filoimperiale di Bergamo. Fu in questo clima che Alberto, coerente con i propri principi, si oppose al papa Gregorio VII, schierandosi al fianco dell'imperatore Enrico IV.

## Biografia

### La giovinezza
Si presume che Alberto sia nato a Prezzate, piccola località sita nella provincia di Bergamo e compresa nel vasto comprensorio di Lemine, verso l'anno 1025 da una nobile famiglia di origine longobarda.
Il padre, Ariprando da Prezzate, apparteneva a un casato di conti che poteva contare su vastissime proprietà terriere nella zona, ma anche di una notevole rilevanza politica nelle istituzioni del tempo. I membri stessi della famiglia, appartenente all'aristocrazia militare del Bergamasco e con interessi e aspirazioni che spaziavano anche oltre lo stesso, difatti potevano partecipare attivamente ai consigli imperiali e fare parte del seguito dell'imperatore stesso.
Alberto da Prezzate quindi crebbe nel suo latifondo in condizioni agiate, che gli permisero sia di apprendere le arti letterarie sia di intraprendere la carriera militare. Entrò quindi nella milizia della propria famiglia, ma dopo aver subìto una grave ferita in combattimento, decise di abbandonare le armi per dedicarsi alla vita spirituale.

### Vocazione
La vocazione spirituale lo conquistò completamente, ma prima di prendere i voti decise di intraprendere un pellegrinaggio per essere certo della strada che stava per seguire.
Dissuaso dall'impossibilità di recarsi in Terra santa a causa delle vessazioni perpetrate dai Turchi Selgiuchidi ai pellegrini cristiani, optò per Santiago di Compostela.
Partito tra il 1071 e il 1075, seguì il cammino che conduce alla città spagnola, incontrando sulla strada numerosi monasteri della Congregazione cluniacense, ammirandone lo stile di vita e rimanendone folgorato.
Al suo rientro in patria, ormai sicuro della sua vocazione, decise di dedicarsi completamente alla vita monastica, donando il 6 novembre 1076 direttamente all'abbazia di Cluny parte dei suoi latifondi siti presso Pontida, sui quali ebbe modo di fondare, nel 1079, un monastero dedicato a san Giacomo e porlo sotto la regola di Ugo di Cluny.

### Monasteri
Il monastero venne costruito ampliando una preesistente chiesetta dedicata ai santi Giacomo, Bassano e Nicola, e quindi gestito dallo stesso Alberto da Prezzate, coadiuvato da Enrico da Cremona e dal monaco Vito.
Dopo aver donato ulteriori porzioni di terreni confinanti con la corte di Ambivere, l'anno seguente decise la fondazione di un altro monastero in località Fontanella, conosciuto come abbazia di Sant'Egidio, sull'altro versante del monte Canto.
Alberto fondò il 13 gennaio 1080 l'abbazia di San Egidio, in memoria e suffragio delle anime di Teoperga, Isengarda e Giovanni, probabilmente suoi fratelli, sui quali per altro non abbiamo documentazione storica. 

Abbazia rettoria di Sant'Egidio in Fontanella

La sua opera diretta allo sviluppo e al rafforzamento economico e politico delle abbazie fondate fu particolarmente importante tanto da fare proselitismo nella società aristocratica e militare della Bergamo dell'epoca.
Nel frattempo Alberto era diventato superiore dell'abbazia di Pontida, che ricevette in donazione altre terre dalla contessa Berta. L'anno successivo Alberto decise di recarsi direttamente a Cluny, al fine di ottenere la professione monastica e di svolgervi l'anno di noviziato. Il suo soggiorno nell'abbazia francese, in cui venne posto sotto la guida spirituale di Ugo di Cluny, durò ben sette anni, durante i quali il monastero di Pontida venne affidato all'abate Guido, anch'esso successivamente canonizzato dalla Chiesa cattolica.
Al suo rientro in patria riprese il suo ruolo di superiore nel monastero di Pontida, e si adoperò per lo sviluppo delle abbazie fondate riuscendo ad ampliarle e renderle economicamente e politicamente importanti, coinvolgendo in quest'opera molti esponenti dell'aristocrazia militare di Bergamo, situazione che permise anche la costruzione di un monastero di Benedettine cluniacensi presso Cantù.
Nell'anno 1095 vi fu l'incontro con il papa Urbano II, a cui Alberto da Prezzate chiese una bolla pontificia di privilegio per il monastero di San Giacomo.
Qualche mese più tardi, il 2 settembre, Alberto morì nella sua abbazia, nella quale le sue spoglie vennero conservate fino al 1373 quando, a causa di un incendio, vennero trasferite nella basilica di santa Maria Maggiore di Bergamo. Queste fecero il loro definitivo ritorno a Pontida nel 1911, anno della ristrutturazione del complesso monastico.

## Culto
Alberto venne canonizzato dalla Chiesa cattolica, che così lo ricorda nel Martirologio Romano: